# VIIIe législature de la Chambre des députés (Tunisie)
VIIIe législature
VIIe CdD IXe CdD
Palais du Bardo
La VIIIe législature de la Chambre tunisienne des députés est une législature ouverte le 9 avril 1989 et close le 9 avril 1994. 

## Composition
La Chambre des députés compte 141 sièges.

### Groupes politiques
| Rassemblement constitutionnel démocratique (RCD) | 141 |
| Sources : Elections in Africa                    |     |

### Bureau

#### 1989-1990
- Slaheddine Baly, président
- Amor Bejaoui, premier vice-président
- Néziha Mezhoud, deuxième vice-présidente

#### 1990-1991
- Béji Caïd Essebsi, président
- Amor Bejaoui, premier vice-président
- Néziha Mezhoud, deuxième vice-présidente

#### 1990-1992
- Habib Boularès, président
- Mondher Zenaidi, premier vice-président
- Néziha Mezhoud, deuxième vice-présidente

#### 1992-1993
- Habib Boularès, président
- Mondher Zenaidi, premier vice-président
- Hedia Karoui, deuxième vice-présidente

#### 1993-1994
- Habib Boularès, président
- Mondher Zenaidi, premier vice-président
- Hedia Karoui, deuxième vice-présidente

## Gouvernement
- Gouvernement Karoui